# Recht der Familienunternehmen
Die Recht der Familienunternehmen kurz RFamU ist eine rechtswissenschaftliche Zeitschrift, die seit Januar 2022 monatlich im Verlag C. H. Beck erscheint und auch über die Online-Datenbank Beck-Online abrufbar ist.
Sie wird herausgegeben von Arnd Becker, Christian Bochmann, Michael Bonefeld, Tobias Hueck, Philipp Maume, Marco Staake (zugleich Schriftleitung) und Katharina Uffmann.